# Gustav Gundelach

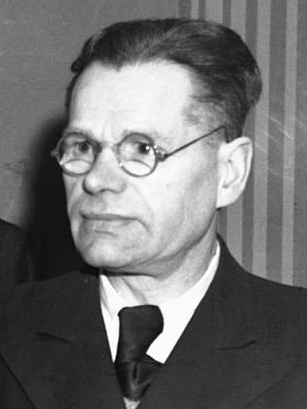
Gustav Gundelach (1947)

Gustav Rudolf August Gundelach (* 19. Dezember 1888 in Kiel; † 8. Juli 1962 in Hamburg) war ein deutscher Politiker der KPD und Widerstandskämpfer gegen den Nationalsozialismus.

## Leben
Gundelach absolvierte eine Lehre als Dreher und arbeitete ab 1908 bei Blohm & Voß in Hamburg. Seit 1909 Mitglied der Sozialdemokratischen Partei Deutschlands (SPD), trat er im März 1919 zur Unabhängigen Sozialdemokratischen Partei Deutschlands (USPD) über, wo er zum linken Flügel gehörte, welcher sich 1920 mit der Kommunistischen Partei Deutschlands (KPD) zusammenschloss. 1923 war er Teilnehmer am Hamburger Aufstand. 1924 wurde er hauptamtlicher Parteifunktionär und in die Bezirksleitung Wasserkante gewählt, daneben übernahm er die Leitung der Roten Hilfe Deutschlands in Hamburg. 1924 bis 1933 war er Mitglied der Hamburgischen Bürgerschaft und 1927/28 deren Vizepräsident.
Nach der Machtergreifung der NSDAP 1933 ging Gundelach in den Untergrund und war in der illegalen Widerstandsarbeit der KPD aktiv. 1934 war Gundelach im Auftrag des Westeuropäischen Büros der Internationalen Roten Hilfe in Österreich, Norwegen und Dänemark tätig, 1935 in Rumänien und in der Schweiz. Von Januar 1937 bis Juni 1938 ging er als Interbrigadist nach Spanien, wo er das Rote Kreuz der Interbrigaden leitete. 1940 kam er nach Moskau; dort besuchte er 1941/42 die Internationale Lenin-Schule und war ab Dezember 1942 für das Nationalkomitee Freies Deutschland tätig. Er war bis März 1945 Sprecher und Redakteur am Deutschen Volkssender und ab August 1943 auch Mitarbeiter beim Sender „Freies Deutschland“. Im April 1945 kehrte er als Mitglied der Gruppe Ulbricht nach Deutschland zurück und war bis 1946 Präsident der Deutschen Zentralverwaltung für Arbeit und Sozialfürsorge der sowjetischen Besatzungszone.
Ein Jahr später wurde er nach Hamburg entsandt, um dort die KPD-Leitung zu übernehmen. Er war für die KPD Mitglied der Hamburgischen Bürgerschaft in der ersten Wahlperiode nach dem Krieg. Im Juni 1947 schied er als Parlamentarier aus der Bürgerschaft wieder aus. Gundelach war dann 1947/48 Mitglied des Zonenbeirats der britischen Besatzungszone.
Er gehörte dem Deutschen Bundestag in der ersten Legislaturperiode (1949–1953) an. Er wurde Mitglied des Parteivorstandes der KPD. Nach dem Verbot der KPD 1956 arbeitete er illegal für die Partei und versuchte 1961 vergeblich, als unabhängiger Einzelkandidat in den Bundestag einzuziehen.
In der DDR wurde ihm 1960 die Medaille für Kämpfer gegen den Faschismus verliehen.

## Publikationen
- Dokumente des Widerstandes. Ein Beitrag zum Verständnis des illegalen Kampfes gegen die Nazidiktatur. Eine Artikelserie aus der „Hamburger Volkszeitung“ Juli bis Oktober 1947. (Vorwort von Gustav Gundelach.) Albrecht und Evert, Hamburg-Bergedorf 1947
- Der deutsche Wähler. Für Frieden, Freiheit, Demokratie. Hrsg. von der KPD-Bundestagsfraktion. Verantwortlicher Redakteur Gustav Gundelach. Februar 1950 bis 2. Juli 1951 Erscheinungsweise: 2–3x wöchentlich; zeitweise täglich.
- Achtung! Großkundgebung in Bremen : Montag, den 4. Februar 1952. Es sprechen: Kapitänleutnant Helmuth v. Mücke, Karl Wölz, Bundestagsabgeordneter Gustav Gundelach zum Thema: Kein neues 1933! – Verteidigt die demokratischen Rechte des deutschen Volkes […] Rekrutierung bedeutet Krieg. Arbeitskreis für gesamtdeutsche Fragen, Landesausschuß Bremen. Bremen 1952 Flugblatt
- Der Bundestagsabgeordnete der KPD : Gustav Gundelach gibt Rechenschaft! Landesleitung der KPD, Hamburg 1953